# André Giriat
André Giriat (Saint-Chamond, 20 de agosto de 1905-Villeurbanne, 11 de julio de 1967) fue un deportista francés que compitió en remo.
Participó en dos Juegos Olímpicos de Verano en los años 1932 y 1936, obteniendo una medalla de bronce en Los Ángeles 1932 en la prueba de dos con timonel. Ganó dos medallas en el Campeonato Europeo de Remo, oro en 1931 y bronce en 1935.

## Palmarés internacional
| Juegos Olímpicos   | Juegos Olímpicos             | Juegos Olímpicos  | Juegos Olímpicos |
| Año                | Lugar                        | Medalla           | Prueba           |
| ------------------ | ---------------------------- | ----------------- | ---------------- |
| 1932               | Los Ángeles (Estados Unidos) | Medalla de bronce | Dos con timonel  |
| Campeonato Europeo |                              |                   |                  |
| Año                | Lugar                        | Medalla           | Prueba           |
| 1931               | París (Francia)              | Medalla de oro    | Dos con timonel  |
| 1935               | Berlín (Alemania)            | Medalla de bronce | Doble scull      |